# Grande Anse (Basse-Terre)
Grande Anse is een langgerekt strand in het noordwesten van het eiland Basse-Terre in Guadeloupe. Het bevindt zich ongeveer 2 km ten noorden van Deshaies. Het strand is met ruim een kilometer het langste strand van Guadeloupe.

## Overzicht
Grande Anse is een strand met beige zand omringd door palmbomen en heuvels. Het strand is beschermd door een koraalrif, maar het water kan wild zijn en bereikt snel een diepte van 1,5 meter, en is minder geschikt voor kinderen. Het is vrij toegankelijk, maar kan druk zijn in de weekenden. Er bevinden zich veel restaurants en hotels rondom het strand. Overdag is het strand te bereiken met de bus.
Ten zuiden van het strand bevindt zich Étang Ziotte, een brak meer in een voormalige zandafgraving die gevoed wordt door de Mitanrivier. Het gebied is ongeveer 50 hectare groot en heeft mangrovebossen.

## Galerij

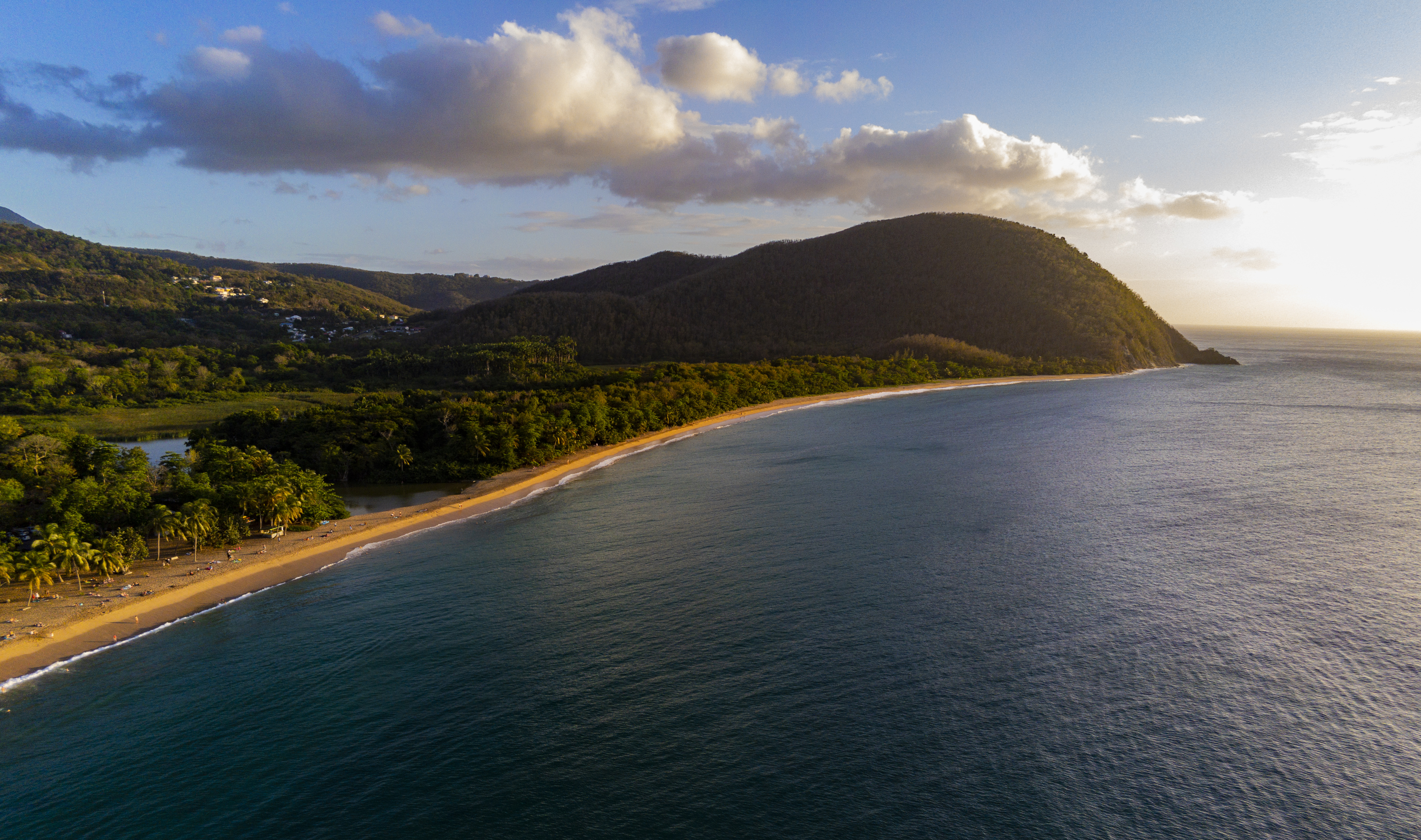
Grande Anse gezien vanaf de zee
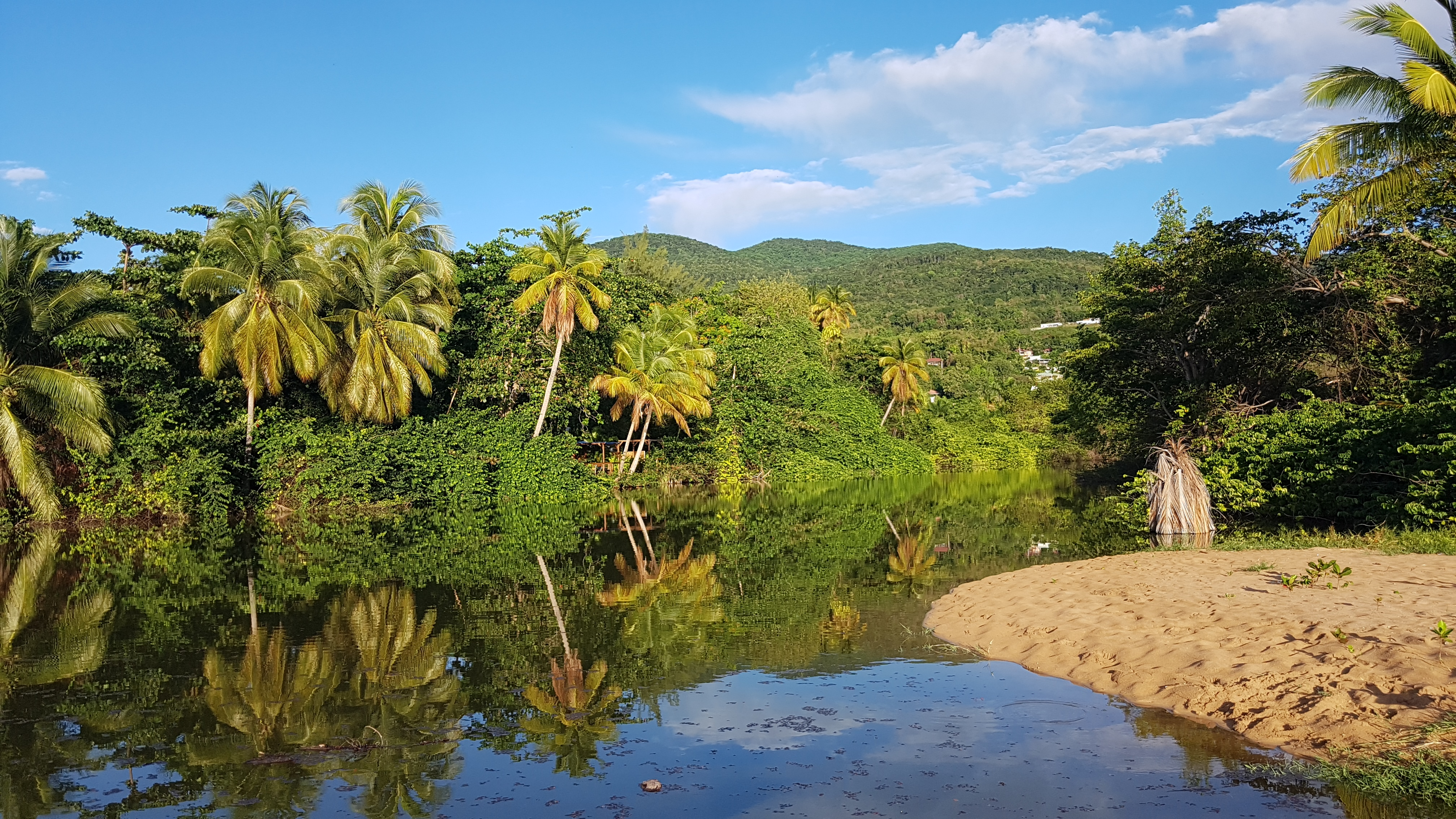
Mangrovebos
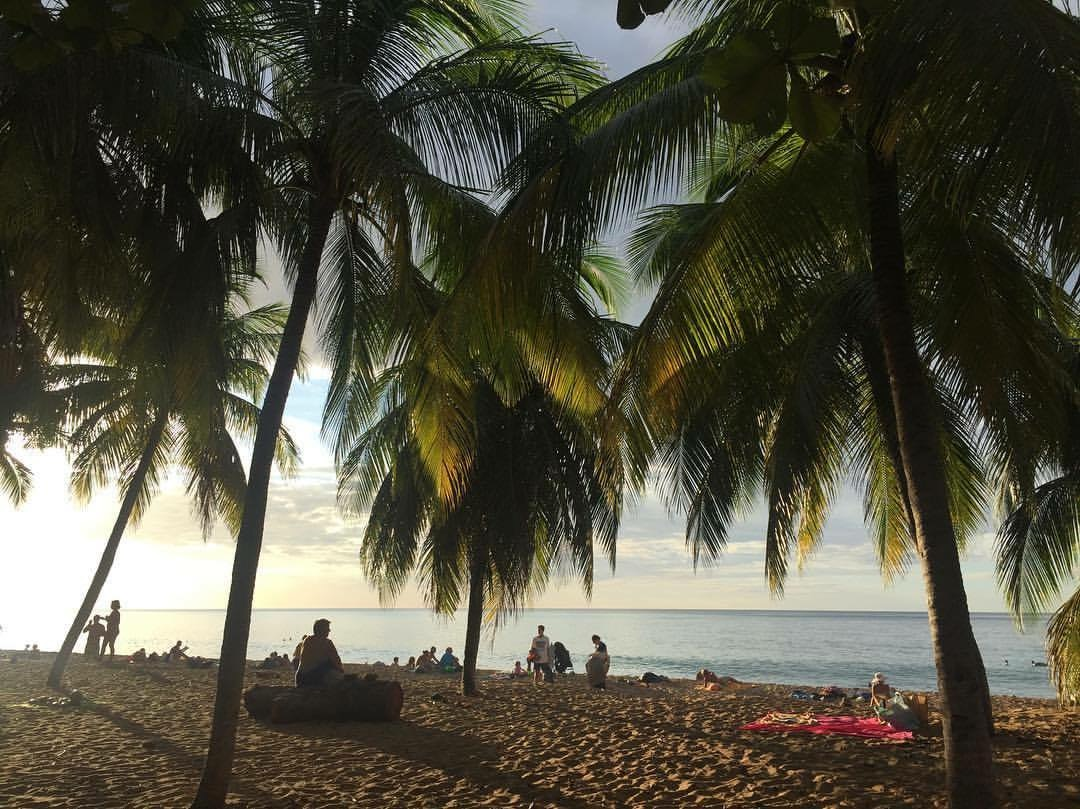